# Bhoja III
Bhoja III eller Bhojadeva från förra hälften av 1000-talet e.Kr., var en av de indiska Bhojakungarna, vilken härskade över Malwa norr om Vindhyabergens östra sträckning. 
Han förlade sitt residens från Ujjayini till Dhara (Dhar) och är i synnerhet bekant genom inskrifter ävensom arabiska historiska källor. Liksom Vikramaditya, härskaren i Ujjayini från slutet av den indiska litterära renässansens tid, skall Bhoja ha varit stor beskyddare av litteratur och vetenskap. Själv är han hjälten i en mängd sagor och halvhistoriska framställningar, såsom Bhojaprabandha (av Ballala från slutet av 1500-talet e.Kr.) och Bhojacharita ("Bhojas bedrifter"). Själv uppges Bhoja som författare till poetiken Sarasvatikanthabharana